# Prefénsav
A prefénsav, vagy ahogy anionos formája után gyakran hívják, prefenát, az aromás aminosavak közé tartozó fenil-alanin és tirozin bioszintézisének köztiterméke.
Korizmát [3,3]-szigmatróp Claisen-átrendeződésével képződik.

## Fordítás
Ez a szócikk részben vagy egészben  a   Prephenic acid című angol Wikipédia-szócikk ezen változatának fordításán alapul.  Az eredeti cikk szerkesztőit annak laptörténete sorolja fel. Ez a jelzés csupán a megfogalmazás eredetét és a szerzői jogokat jelzi, nem szolgál a cikkben szereplő információk forrásmegjelöléseként.